# Air Expresso
Air Expresso (en anglais Expresso Flight Services) était un service de transport aérien appartenant à l'aéroport exécutif Gatineau-Ottawa et offrant des vols réguliers de Gatineau vers d'autres destinations au Québec,,.

## Histoire
Le service était assuré par contrat depuis septembre 2007 par la compagnie Pascan Aviation, après avoir été assuré auparavant par Aéropro. La flotte se composait d'un Beechcraft King Air 100, d'un Pilatus PC-12 et d'un BAE Jetstream 32.
La compagnie a transporté 4 291 passagers en 2006, et a dégagé un profit de 232 000 $.
L'entreprise a cessé ses activités en 2014.